# 红顶绿鸠
红顶绿鸠（学名：Treron formosae）又名紅頂綠鳩，为鸠鸽科绿鸠属的鸟类。該物種於1863年由羅伯特·斯文豪首次描述。分布于臺灣島、綠島、蘭嶼，以及巴丹群島與巴布煙群島的部分島嶼，主要生活于浓密的原始阔叶林中，亦见於2000米左右的山区。本種以往也被認為分布於琉球群島，但琉球族群現多被視為獨立物種——琉球綠鳩（Treron permagnus）
其天然棲地為亞熱帶或熱帶潮濕低地森林以及鄉村花園。由於棲地喪失，該物種受到威脅。

## 分類
琉球綠鳩 (T. permagnus) 分布於琉球群島，過去被認為是同一物種，兩者一起被統稱為啸綠鳩(whistling green pigeon)，但於2021年由世界鳥類學家聯合會(IOU)分裂為不同的物種。
據推測，該物種有兩個亞種：
- 红顶绿鸠指名亚种（学名：Treron formosae formosae），臺灣特有亞種，又名臺灣綠鳩，分布於本島東部與南部、綠島及蘭嶼。

- 红顶绿鸠北菲律賓亚种（学名：Treron formosae filipinus），菲律賓特有亞種，僅分布於呂宋海峽上的部分島嶼，包含巴丹群島的伊巴雅特、巴丹、沙坦，以及巴布煙群島的巴布煙島（英语：Babuyan Island）、加拉延島（英语：Calayan）、達盧皮里島（英语：Dalupiri）與甘米銀島。

## 描述

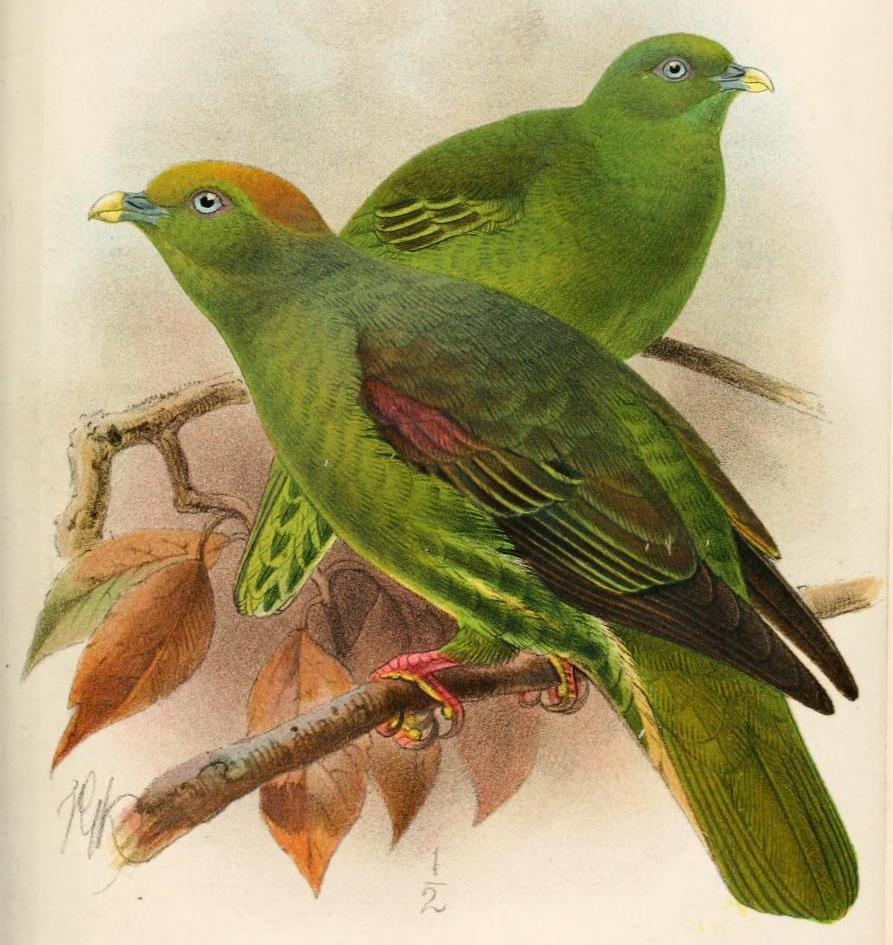
一對紅頭綠鳩的插圖

紅頭綠鳩在外觀上與楔尾綠鳩相似， 但通常有較深的羽毛。雌鳥全身呈現各種綠色，雄鳥在翅膀上有一個獨特的紫灰色斑塊。
EBird 描述該鳥類為「亞熱帶和熱帶低地闊葉常綠林中的一種變異綠鳩。琉球亞種易於接近，有時出現在公園和花園；台灣亞種較為膽小。琉球和台灣亞種有時被認為是不同的物種，因為台灣的鳥較小且有紅棕色的頭頂。與白腹綠鳩相似，但腿部周圍的羽毛從未呈白色，臉部較不偏黃，且尾下覆羽的白邊較窄。叫聲為低沉的哨音「poo-aa-poooo」，音調逐漸升高並在結尾處有顫音，讓人聯想到竹笛。」

## 棲地與保護狀況
其棲地為亞熱帶闊葉常綠林、附近有樹的耕地，主要分布於小島的低地和丘陵地區，但在台灣主要為山地物種，出現於海拔最高達2,000（6,600英尺）的地區。
IUCN將此鳥評估為近危物種。其主要威脅是棲地喪失和狩獵。

## 保护
- 中華民國行政院農業委員會：第二類珍貴稀有保育類野生動物
- 中国国家重点保护动物等级：二级